# Peep World
Peep World är en amerikansk långfilm från 2010 i regi av Barry W. Blaustein, med Ben Schwartz, Michael C. Hall, Sarah Silverman och Rainn Wilson i rollerna.

## Handling
Spänningar inom familjen Meyerwitz når en kulmen när de firar pappa Henrys (Ron Rifkin) 70-årsdag. Den yngste sonen Nathan (Ben Schwartz) har skrivit romanen "Peep World" som med ett tunt lager av fiktion klär av alla familjens problem inför hela världen. Den äldste sonen Jack (Michael C. Hall) är inte bara ansvarsfull, han är även en porrmissbrukare, dottern Cheri (Sarah Silverman) är en hysterisk drama queen och den tredje sonen Joel (Rainn Wilson) är en vandrande katastrof som inte verkar kunna göra något rätt. Under en enda dag ställs barnen mot varandra, men de försöker samtidigt överleva som familj.

## Rollista
| Lewis Black        | – Berättare        |
| Ron Rifkin         | – Henry Meyerwitz  |
| Rainn Wilson       | – Joel Meyerwitz   |
| Taraji P. Henson   | – Mary             |
| Sarah Silverman    | – Cheri Meyerwitz  |
| Stephen Tobolowsky | – Ephraim          |
| Nicholas Hormann   | – Ted              |
| Lesley Ann Warren  | – Marilyn          |
| Judy Greer         | – Laura            |
| Michael C. Hall    | – Jack Meyerwitz   |
| Kate Mara          | – Meg              |
| Ben Schwartz       | – Nathan Meyerwitz |
| Troian Bellisario  | – Film Set P.A.    |
| Alicia Witt        | – Amy Harrison     |